# 50 버지니아
50 버지니아(영어:50 Virginia)는 소행성대의 소행성이다.